# Zündkreis
Ein Zündkreis ist eine Vorrichtung zum Zünden des Gemisches in einem Ottomotor. Ein Zündkreis besteht aus einer Zündspule, Hochspannungskabeln, einem Unterbrecher, einem Verteilerläufer, dem Zündkerzenkabel mit Zündkerzenstecker und der Zündkerze.

## Funktionsweise
Beim Anlassen des Kraftfahrzeuges wird der Ottomotor von einem Elektromotor (Anlasser) in Drehung versetzt. Gleichzeitig wird der Zündkreis geschlossen. Auf einem Abtrieb des Ottomotors ist der Verteilerläufer angekoppelt. Dieser bewegt einen Unterbrecher im primären Zündstromkreis. Die ebenfalls im Zündstromkreis liegende Zündspule baut ein Magnetfeld auf, das über den Unterbrecher abgeschaltet wird und nach der Lenzschen Regel eine sekundäre Induktionsspannung erzeugt, die um ein Vielfaches höher ist, als die anliegende Batteriespannung von 12 Volt. Entsprechend der Zylinderanzahl des Motors werden die Impulse je Motorumdrehung erzeugt. Diese Hochspannungsimpulse werden über den Verteilerläufer und die Hochspannungskabel an die Zündkerzen geleitet, so dass der Ottomotor anspringt.
In modernen Ottomotoren wird kein Verteiler mit Unterbrecherkontakt, sondern eine elektronische Transistorzündung eingesetzt. Die Aufgabe des Unterbrechers übernimmt hierbei der sog. Hallgeber.